# Молочай пятирёберный
Молоча́й семигранный, Молочай пятирёберный (лат. Euphórbia pentágona) ― многолетний суккулентный кустарник; вид рода Молочай (Euphorbia) семейства Молочайные (Euphorbiaceae).

## Морфология
Компактный многолетний суккулентный кустарник, похожий на кактус, ветвящийся, может достигнуть высоты 2,5—3 м.
Ствол тонкий, колонообразный, прямостоячий, ветвящийся несколько раз, часто изгибающийся, 1—4 см толщиной, ярко-глянцевито-зелёный или тёмно-зелёный, сереющий с возрастом, с 5—6 глубокими рёбрами с мелкими шишечками.
Шипы отдельные, представляющие собой высохшие плодоножки, 1,5 см длиной, с двумя-тремя крошечными прицветниками, сначала розоватые, потом серые.
Листья 4 мм длиной, линейные и рано опадающие.
Циатии от бледно-жёлто-лавандовых до фиолетовых, маленькие (около 4 мм в диаметре), располагаются на верхушках ветвей, единичные или по 2—3, на коротких цветоножках. Нектарники эллиптические.
Плод полушаровидный, 6 мм в диаметре.

## Распространение
Африка: ЮАР (Капская провинция).
Растёт в Восточной Капской провинции, на высоте 120—600 м над уровнем моря.

## Практическое использование
Местные жители использую высохшие стебли молочая пятиугольного как топливо. Его садят также в качестве живой изгороди.
Разводится в домашних условиях как комнатное растение. Очень прост в уходе. Растение хорошо растёт на удобренной минеральными удобрениями почве, но к почве не придирчиво. В природе этот молочай растёт в местности, где дожди идут и зимой, и летом, поэтому ему необходим постоянный полив, но в зимние месяцы полив нужно всё-таки сокращать. Выносит небольшой заморозок. Растение нуждается в ярком солнце для сохранения компактной формы. Размножается черенками и семенами.

### Таксономическая таблица
|  |                                      |  |                                                             |                                                             |                      |  | ещё 36 семейств (согласно Системе APG II), в том числе Маковые | ещё 36 семейств (согласно Системе APG II), в том числе Маковые |                          |  |  |  | ещё ≈2000 видов |
|  |                                      |  |                                                             |                                                             |                      |  | ещё 36 семейств (согласно Системе APG II), в том числе Маковые | ещё 36 семейств (согласно Системе APG II), в том числе Маковые |                          |  |  |  | ещё ≈2000 видов |
|  |                                      |  |                                                             | порядок Мальпигиецветные                                    |                      |  |                                                                |                                                                | род Молочай (Euphorbia)  |  |  |  |                 |
|  |                                      |  |                                                             | порядок Мальпигиецветные                                    |                      |  |                                                                |                                                                | род Молочай (Euphorbia)  |  |  |  |                 |
|  | отдел Цветковые, или Покрытосеменные |  |                                                             |                                                             | семейство Молочайные |  |                                                                |                                                                | вид Молочай пятиугольный |  |  |  |                 |
|  | отдел Цветковые, или Покрытосеменные |  |                                                             |                                                             | семейство Молочайные |  |                                                                |                                                                |                          |  |  |  |                 |
|  |                                      |  | ещё 44 порядка цветковых растений (согласно Системе APG II) | ещё 44 порядка цветковых растений (согласно Системе APG II) |                      |  |                                                                | ещё >300 родов                                                 | ещё >300 родов           |  |  |  |                 |
|  |                                      |  |                                                             | ещё 44 порядка цветковых растений (согласно Системе APG II) |                      |  |                                                                |                                                                | ещё >300 родов           |  |  |  |                 |